# Luzonhoningzuiger
De luzonhoningzuiger (Aethopyga pulcherrima jefferyi) is een zangvogel uit de familie Nectariniidae (honingzuigers).

## Verspreiding en leefgebied
Deze soort is endemisch op Luzon, een eiland van de Filipijnen.